# David Spencer Hardy
David Spencer Hardy, né en septembre 1931, mort en 1998 est un botaniste sud-africain.